# Acer morifolium
Acer morifolium — вид клена, ендеміка Японії.

## Поширення
Обмежується островом Якусіма в ланцюзі островів Рюкю, Японія.
Цей вид являє собою невелике дерево, яке зустрічається в низинах і горах.